# Perdicula
Perdicula es un género de aves galliformes de la familia Phasianidae propias del subcontinente indio.

## Especies
Se conocen cuatro especies de Perdicula:
- Perdicula asiatica - perdicilla golirroja (India y Sri Lanka);
- Perdicula argoondah - perdicilla argundá (India);
- Perdicula erythrorhyncha - perdicilla piquirroja (India);
- Perdicula manipurensis - perdicilla de Manipur (India y Bangladés).